# 산책 (2000년 영화)
"산책"은 2000년에 개봉한 대한민국의 영화이다.

## 캐스팅
- 김상중 : 이영훈 역
- 박진희 : 서연화 역
- 박근형 : 영훈 아버지 역
- 정호근 : 김홍철 역
- 양진석 : 한세진 역
- 이명호 : 서진영 역
- 진영미 : 수경 역
- 구혜진 : 유미 역
- 이성호 : 박치운 과장 역
- 김미령 : 선주 역
- 차시은 : 라라 역
- 장미나 : 다슬 역
- 손영순 : 신동네 할머니 역
- 고진명 : 극장주 역
- 지대한
- 채시아
- 최선미
- 윤도현
- 유호정 (특별출연)
- 김병기 (특별출연)
- 임진모 (특별출연)